# Diodontolaimus parasabulosus
Diodontolaimus parasabulosus is een rondwormensoort uit de familie van de Camacolaimidae. De wetenschappelijke naam van de soort is voor het eerst geldig gepubliceerd in 1992 door Keppner.